# Cecilia Krieger
Cypra Cecilia Krieger-Dunaij (Jasło, 9 de abril de 1894-17 de agosto de 1974) fue una matemática nacida en Austria-Hungría (más específicamente, Galitzia) de ascendencia judía que vivió y trabajó en Canadá. Krieger fue la tercera persona (y la primera mujer) en obtener un doctorado en matemáticas en una universidad en Canadá, en 1930, así como la tercera mujer en obtener un doctorado en cualquier disciplina en Canadá. Krieger es bien conocida por haber traducido dos obras de Wacław Sierpiński en topología general. El Premio Krieger-Nelson, otorgado anualmente por la Sociedad Matemática Canadiense desde 1995 a la investigación destacada de una mujer matemática, recibe su nombre en honor a Krieger y Evelyn Nelson.

## Temprana edad y educación
Krieger nació el 9 de abril de 1894 en Jasło en Galitsia. La ciudad era entonces parte de Austria-Hungría, pero se encuentra en la actual Polonia. Sus padres, Moses y Sarah Krieger, tuvieron dos hijos y dos hijas además de Cecilia. Krieger comenzó a estudiar matemáticas y física en la Universidad de Viena en 1919, pero se mudó con su familia a Toronto, Ontario, Canadá en 1920. Krieger obtuvo una licenciatura en 1924 y una maestría en 1925 de la Universidad de Toronto. Obtuvo su doctorado en la misma universidad en 1930. Su tesis, bajo la supervisión de WJ Webber, se tituló "Sobre la sumabilidad de series trigonométricas con parámetros localizados: sobre constantes de Fourier y factores de convergencia de series dobles de Fourier".

## Universidad de Toronto
Mientras realizaba su doctorado, Krieger fue nombrada instructora en 1928 y ascendida a profesora en 1930 cuando completó su doctorado. Y continuó trabajando con el rango de profesora hasta que fue ascendida a profesora asistente en la Universidad de Toronto en 1942. Enseñó tanto en el Departamento de Ingeniería como en el Departamento de Matemáticas. Krieger se casó con el Dr. Zygmund Dunaij en 1953.

## Jubilación
Krieger continuó con el rango de Profesora Asistente hasta su jubilación en 1962. Sin embargo, siguió enseñando después de su jubilación: durante cinco años en la Universidad de Toronto, que abandonó en 1968 tras la muerte de su marido y durante seis años más en la  Upper Canada College, una escuela privada de Toronto, hasta su propia muerte en 1974.

## Publicaciones
En 1934, Krieger publicó una traducción al inglés del libro de Sierpinski Introducción a la topología general. También tradujo Topología general de Sierpinski en 1952, agregando un apéndice de 30 páginas sobre cardinales y ordinales infinitos.

## Reconocimiento
Krieger fue una firme partidaria de las mujeres en las matemáticas. En honor a las contribuciones de Krieger y Evelyn Nelson, la Sociedad Matemática Canadiense creó el Premio Krieger-Nelson en 1995. Se otorga a una mujer destacada en matemáticas.